# Jimmy Zurek

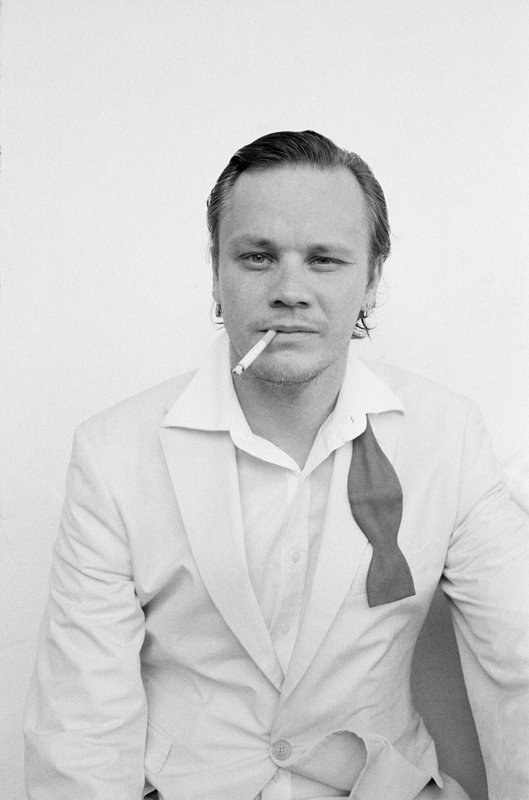
Jimmy Zurek, 2009

Jimmy Zurek (* 23. Mai 1971 in Wien; bürgerlich Philipp Schwarz-Zurek) ist ein österreichischer Maler. Er ist auch als Video- und Objektkünstler sowie Musiker und Autor tätig. Jimmy Zurek ist Vertreter des Neo-Expressionismus und der Wiener Popart. Werke von Jimmy Zurek sind in Schweizer, Liechtensteiner und Österreichischen Privatsammlungen vertreten.

## Leben
Jimmy Zurek diplomierte 2001 in der Studienrichtung Malerei und Grafik an der Universität für Angewandte Kunst in Wien mit Auszeichnung. 2009 kam sein Sohn Paul, 2010 seine Tochter Marie zur Welt. Zurek ist seit 2020 mit Loreena Schwarz-Zurek verheiratet und trägt denselben Doppelnamen, als Künstler nennt er sich weiterhin Jimmy Zurek. Er lebt und arbeitet in Wien.

## Werk
Als Zeichner arbeitet er in der Tuschetechnik und mit Ölsticks auf Papier, seine Malerei ist eine Mischtechnik aus Acryl und Öl auf Leinwand, Holz und Objekten wie Harris-Tweed–Sakkos. In Zureks Arbeiten sind Textmontagen oder oft nur Fragmente eines Textes meist Ausgangspunkt für seine gemalten und gezeichneten Kompositionen, doch manchmal fließt Sprache in die Bilder ein, ähnlich dem Soundtrack in einem Film. Dieses Zusammenspiel von Text und Bild ist sein Markenzeichen geworden.
Von 1999 bis 2001 fand eine Jazz-Konzertreihe statt unter der Leitung von Angus Thomas (Miles Davis) gemeinsam mit Jon Sass (Vienna Art Orchestra) und Ric Toldon, in der Zurek unter dem Pseudonym Philipp Zorn als Sänger und Stimmakrobat auftrat – unter anderem im Museum für Angewandte Kunst und im Rabenhof Theater in Wien.
Zur selben Zeit war Jimmy Zurek fasziniert von den Theatertexten von DDR-Schriftsteller Heiner Müller und der Regiearbeit von David Lynch, was sich beides in seiner gesamten Arbeit widerspiegelt, sowohl in seinem bildnerischen als auch in seinem musikalischen Werk. Er beschäftigte sich mit den Texten von Heiner Müller und inszenierte seine Stücke auf Papier in Form von grafischen Zyklen, aber auch auf der Bühne. Darunter Die Hamletmaschine im Gefechtsturm des Museums für angewandte Kunst (MAK), als Ausstellung und Theaterperformance, Der Auftrag als 54-teilige Grafikinszenierung in der Ausstellung Zwischen schwarzen Brüsten 2004 in der Kunsthalle Wien im Museumsquartier im Rahmen der Wiener Festwochen in einer Kooperation mit Ulrich Mühe, der das gleichnamige Stück ebenfalls für die Wiener Festwochen inszenierte. 2007 bearbeitete er das Stück Quartett in der gleichnamigen Ausstellung bei den Salzburger Festspielen in der Galerie Curtze, die Neuinszenierung des Stücks von Barbara Frey begleitend.
Zurek inszenierte 2007 die Verfilmung der Dreigroschenoper von G. W. Pabst unter dem Titel 3 Groschen für ein Halleluja für eine Uraufführung inklusive einer Ausstellung in der Säulenhalle des Museums für Angewandte Kunst. Es gelang ihm damit eine Neuinszenierung des Theaterstückes von Bertolt Brecht. In den Hauptrollen waren der österreichische Schauspieler Georg Friedrich und die deutsche Sopranistin Ingala Fortagne zu sehen.
Zur gleichen Zeit entstanden kontinuierlich Songtexte, in denen Zurek Gedichte von Heiner Müller ins Englische übersetzt oder Textpassagen zu eigenen Lyrics montiert. Diese Texte finden sich in der Musik von Madchen Amick, einer Zweimann-Band gemeinsam mit Robert Schwarz. Am 12. März 2010 veröffentlichte das Wiener Label Kinderkreuzzug (von Sebastian Schlachter-Delgado) erstmals Madchen Amick auf der EP-Single „Shelly Johnson“ mit den Tracks „Big Majestic Douglas Firs“ und „Jail Cake“. Der Track „Big Majestic Douglas Firs“ wurde im Mai 2010 ebenfalls auf dem FM4 Soundselection 22 Sampler veröffentlicht. Ab 2007 wird parallel die Fernsehserie Twin Peaks von David Lynch zum Kern seiner Arbeit, ebenfalls in seiner Kunst (erstmals in einer Ausstellung von Agent Provocateur), als auch seiner Musik. Texte aus Twin Peaks fließen immer öfter in sein Bandprojekt ein.
Weitere Themen, die den Künstler Jimmy Zurek seit Jahren begleiten, sind: Revolution, Unterdrückung, Rassismus, die Geschichte des Dritten Reiches, Macht, Liebe, Hass, Geld und die kritische Betrachtung der kapitalistischen Gesellschaft und der Kunstszene, wie zum Beispiel in seinem in der Frankfurter Allgemeinen Zeitung beschriebenen Video carry coals to newcastle, das 2002 in der Galerie 14-1 in Stuttgart in der Ausstellung goschert und 2003 in der letzten Ausstellung des 20er Hauses (Museum des 20. Jahrhunderts in Wien) 21er gezeigt wurde.
2008 machte Jimmy Zurek das ständige Schlummern des Aufstands (in Anspielung auf die Aufstände in der Banlieue von Paris) zum Thema der Ausstellung Sideburns in Form von zwei Meter hohen Porträts (Tusche auf Papier) von Freaks aus der Filmgeschichte. Im Sommer 2009 präsentierte er eine retrospektive Ausstellungsreihe unter dem Titel Gin Palace in verschiedenen Locations, wie der Loos Bar und Modegeschäften der Wiener Innenstadt als Kritik am Kunstbetrieb und bot damit gleichzeitig eine Alternative.
Mit dem Projekt And don't Forget the Joker dokumentiert Zurek seit 2004 sämtliche Ausstellungen und Konzerte, indem er sich diese in Form von teils verschlüsselten Bildern tätowieren lässt.
Von 2010 bis 2018 widmete sich Zurek der Musikproduktion von drei Alben und kehrt 2018 mit der aus über 100 neuen Werken bestehenden Ausstellung „Snoop And Me – The Comeback of a Heavyweight Champ“ in der Factory in 1020 Wien zurück ins Kunstbusiness.
Es folgen Ausstellungen wie 2019 „Data Loam“ in der AIL Galerie in 1010 Wien, 2020 „Menu of Artists“ in der Galerie Messer 1010 Wien, 2021 „Aftermath of Tetris“ bei Andreas Stern Fine Arts in Feldbach, Steiermark, 2023, ZUR GOLDENEN KUNST Ausstellung mit Kunstdinner – Haubenkoch Walter Triebl kocht Jimmy Zureks Bilder in der Kunsthalle Feldbach und von 2022 bis 2023 zeigt das Kunstmuseum im Schloss Belvedere – Österreichische Galerie Belvedere Zureks Gemälde „ALMA MATER“ in der Ausstellung „GROW – Der Baum in der Kunst“.
Das Gemälde „ALMA MATER“ (180 × 480 cm) ist eine Neuinterpretation des gleichnamigen Bildes von Edvard Munch. In den Jahren 2022 und 2023 entstanden die Poträtserien „Prosciutto Courage“ und „Das Alphabet“ zu dem Jimmy Zurek zuvor ein eigenes Alphabet geschrieben hat und die „Champagner Serie“. Die Serie „ZUR GOLDENEN KUNST“ umfasst über 80 Gemälde und die Bronzeskulptur „Giacomettwurst“, sie entstand von 2021 bis 2023 und ist eine kulinarische Auseinandersetzung mit der Kunstgeschichte. Ausgangspunkt war eine vom Maler viele Jahre zuvor verfasste Künstlerspeisekarte. Seit 2024 ist Jimmy Zurek mit dem Gemälde „Blonde de Blancs“ aus seiner „Champagner Serie“ in der Privatsammlung Liechtenstein vertreten.

## Einzelausstellungen (Auswahl)
- 2001 „Es geschah am papierhellen Tag“ Galerie Winter, Wintergarten, 1010 Wien
- 2002 „Carry Coals To Newcastle“ Galerie 14-1 Galerie, Stuttgart
- 2003: 21er, Gruppenausstellung im 20er Haus (Museum des 20. Jahrhunderts), Wien
- 2004: Zwischen schwarzen Brüsten, bei den Wiener Festwochen, ein graphischer Zyklus in der Kunsthalle, Museumsquartier, Wien
- 2004: Die Hamletmaschine, Malerei, Graphik, Video und Theaterperformance im MAK-Gegenwartsdepot im Gefechtsturm Arenbergpark, Museum für Angewandte Kunst, Wien
- 2007: 3 Groschen für ein Halleluja Ausstellung in der MAK-Säulenhalle, Museum für Angewandte Kunst, Wien
- 2007: Convoy Trucks & Rock ’n’ Roll, 3Raumtheater, Wien
- 2008 „Quartett“ Galerie Curtze Salzburg
- 2009 „Ajax zum Beispiel, zum Beispiel“ Galerie Curtze Berlin
- 2011 HELP FOR JAPAN – Secret Postcard Art Sale, Präsentation: Francesca von Habsburg/Thyssen-Bornemisza Art Contemporary
- 2018 „Snoop And Me – The Comeback of a Heavyweight Champ“, The Factory, 1020 Wien
- 2019 „Data Loam“ AIL Galerie, 1010 Wien
- 2020 „Menu of Artists“ Galerie Messer, 1010 Wien
- 2021 „Aftermath of Tetris“ Andreas Stern Fine Arts, Feldbach, Steiermark
- 2023 ZUR GOLDENEN KUNST Ausstellung mit Kunstdinner – Haubenkoch Walter Triebl kocht Jimmy Zureks Bilder, Kunsthalle Feldbach
- 2022/2023 „GROW – Der Baum in der Kunst“ Belvedere Museum (Österreichische Galerie Belvedere) Wien
- 2023/2024 „Jimmy Zurek – Malerei“ The Natural Gem, 1010 Wien

## Film und Theater
- 2002: Das Ueberfluessige ist eine hoechst notwendige Sache, gestohlenes Überwachungskamera-Video (Loop)
- 2002: Fitz, Du hast den Ganz bestohlen, Stummfilm mit Peter Fitz, Klaus Pohl, Paul Sigmund, Jon Sass u.v. a. Musik: Ingala Fortagne/Gesang, Boris Valentinitsch
- 2002: carry coals to newcastle Eine videodokumentierte Aktion in 15 Galerien in Wien
- 2003: Eröffnung – Alexander Chitsazan Video einer Performance
- 2004: The MalHamlet (35 Min.)
- 2004: Meinl im Graben, Video (Loop)
- 2005: Weil Heill, Video (15 Min.)
- 2005: Hey Joe, Video
- 2005: hitlername mädchen 16 mm, Regie Jad alias Martin Kirchner, Schnitt: Till Caspar Juon
- 2005: Kraft Durch Fräuleins Video einer Performance
- 2005: Der Fürst, der unsere Tränen Weint Theaterstück von Jimmy Zurek, Cabaret Renz, Wien
- 2006: Hitlername Mädchen Theaterperformance von Jimmy Zurek in der Kunsthalle, Wien
- 2006: We are the God, Video
- 2007: 3 Groschen für ein Halleluja Theaterstück von Jimmy Zurek im MAK, Wien
- 2009: 3 Groschen für ein Halleluja 10 Minuten Promotion-Video von Jimmy Zurek & Jack the Ripper

## Musikprojekte / Lesungen / Performances
- 1999: Konzert an der Universität für Angewandte Kunst mit CD-Präsentation des Live-Albums Anti Art Orchestra: Jazz-Konzertreihe Niggers, Jews and Nazis, Too! unter der Leitung von Angus Thomas (Miles Davis)
- 2000: Konzert im MAK
- 2001: Konzert im Rabenhof Theater mit Angus „Bangus“ Thomas/Miles Davis, Jon Sass/Vienna Art Orchestra, Freddy Jelinek/Vienna Art Orchestra, Peter Jakeli, Dick Sells, Fritz Pfannhauser, Stefan Wessel, Ric Toldon, Philipp Zurek alias Philipp Zorn (Vocals/Stimm-Akrobatik)
- 2001: The Kids of the Dark, Soundtrack von Boris Valentinitsch, Philipp Zurek/Vocals zu Fragment, ein Film von Helmut Stekl
- 2010: MADCHEN AMICK Musikprojekt von Jimmy Zurek und Robert Schwarz. Ihre erste EP „Shelly Johnson“ erschien bei dem Wiener Label Kinderkreuzzug. Das erste Album im Herbst 2010 beim Label Vienna Wildstyle/Grooveattack.